# Željko Šturanović
Željko Šturanović (en alphabet cyrillique serbe : Жељко Штурановић), né le 31 janvier 1960 à Nikšić et mort le 30 juin 2014 à Villejuif, est un homme d'État monténégrin, membre du Parti démocratique socialiste du Monténégro (DPS).

## Biographie

### Carrière politique
Nommé ministre de la Justice du Monténégro le 2 juillet 2001, il est maintenu en fonction après l'indépendance du pays, proclamée le 3 juin 2006, et proposé le 4 octobre suivant pour remplacer Milo Đukanović à la direction du gouvernement. Le 10 novembre, Željko Šturanović est investi au poste de Premier ministre, puis il est élu président du Parti démocratique socialiste du Monténégro (DPS), au pouvoir depuis 1991, le 19 mai 2007.
Il renonce à toutes ses fonctions le 31 janvier 2008, pour raisons de santé et assure la gestion des affaires courantes jusqu'au 29 février, date à laquelle Milo Đukanović retrouve la direction du gouvernement monténégrin pour la troisième fois.